# Itapé
Itapé é um município brasileiro no interior e sul do estado da Bahia. Sua população estimada em 2021 era de 8 300 habitantes, de acordo com o IBGE.

## História
Itapé, inicialmente conhecido como Itaúna, fazia parte do município de Itabuna. No começo do século XX, a região atraiu sergipanos, nortistas e sertanejos baianos devido às suas terras férteis e à prosperidade proporcionada pelo cacau. Por conta dos intensos fluxos de viajantes, incluindo burareiros, tropeiros e mascates, que transitavam pela margem esquerda do Rio Cachoeira, surgiram habitações conhecidas como rancheiras ao longo do caminho. Esses estabelecimentos ofereciam aos viajantes descanso, alimentação e atividades comerciais. Entre essas rancheiras, destaca-se a da Fazenda Caetité, propriedade de Tinho Passinho, que teve um papel importante no desenvolvimento de Itapé. 
Por volta dos anos 1920, em torno dessa rancheira, começaram a surgir estabelecimentos como mercearia, padaria, loja de tecidos, além do candomblé de Mãe Anastácia e uma pequena igreja católica, onde o Padre Nestor celebrou a primeira missa em Itapé. Esse local ficou conhecido como Estreito d'Água, devido ao estreitamento do leito do Rio Cachoeira, que resultou em uma passagem sobre as pedras em direção às fazendas situadas na margem direita do rio. 
Ainda na área do Estreito d'Água, na fazenda de Joaquim Lisboa, conhecido como Capitão Caboclo, houve uma reunião com alguns fazendeiros e moradores locais para estabelecer um povoado. Uma das sugestões levantadas foi a organização de uma feira onde os produtos das fazendas da região, como farinha, verduras, legumes, feijão, aves, carne de porco e boi, pudessem ser comercializados. A primeira feira aconteceu no dia 1º de novembro de 1930, às margens do Rio Cachoeira, sendo reconhecida como um marco da fundação de Itapé. 
A partir desse evento, um aglomerado urbano começou a se formar à medida que pessoas de outras regiões começaram a construir pequenas casas e a aproveitar o comércio local. O povoado passou a ser conhecido como Itaúna, devido a uma grande pedra preta próxima ao rio. Em 1934, atendendo ao pedido do Sr. Gileno Amado, líder político regional, o governador da Bahia, Juracy Magalhães, promulgou a Lei 8.800, elevando Itaúna à categoria de vila do município de Itabuna. 
Em 1942, uma legislação federal proibiu a duplicidade de nomes para cidades e distritos em todo o Brasil. Como já havia uma cidade chamada Itaúna, próxima a Belo Horizonte, em Minas Gerais, o nome da vila foi alterado para Itapé, conforme estabelecido pelo Decreto-Lei n° 141 de 31 de dezembro de 1943. No dia 28 de dezembro de 1961, por meio da Lei n° 1601, Itapé foi desmembrado do município de Itabuna, sendo essa data considerada a fundação oficial do município. 

## Geografia

### Território
Em 2018 a hierarquia urbana de Itapé, estava classificado como Centro Local dentro da Região de Influência de Itabuna - Capital. Em 2021, Itapé fazia parte da Região Intermediária de Ilhéus-Itabuna, da Região Imediata de Ilhéus-Itabuna, da Mesorregião do Sul Baiano e da Microrregião de Ilhéus-Itabuna.

## Educação
Em 2021, o município possuía 10 escolas de ensino fundamental e 1 escola de ensino médio e contava com 1381 matrículas no ensino fundamental e 371 matrículas no ensino médio. No mesmo ano, haviam 70 professores no ensino fundamental e 14 no ensino médio.

## Saúde
Itapé conta com 8 estabelecimentos de saúde vinculados ao Sistema Único de Saúde (SUS).

## Topônimo
“Itapé” é derivado do Tupi e significa "Caminho de pedra".